# Малик ел Камил
Малик ел Камил (пуним именом: ел Малик ел Камил Насер ад-Дин Абу ел Мали Мухамед; око 1177- 6. март 1238) био је четврти ајубидски владар Египта. Током његове владавине вођена су два крсташка рата (Пети и Шести).

## Долазак на власт
Малик ел Камил је син Малик ел Адила, наследника и млађег брата великом муслиманског војсковође Саладина, оснивача Ајубидске династије. Његов отац владао је од 1193. до 1218. године. То је период мира и пријатељских односа муслимана и хришћана у Светој земљи. Један од ел Адилових основних циљева био је одржавање тог мира. Међутим, пред крај ел Адилове владавине угарски краљ Андрија Арпад извршава упад на ајубидске територије и низ пљачкашких похода. Потом се повлачи у Угарску. Била је то само најава за долазак много бројније армије из Европе коју су чинили Фризијци, Франци и Холанђани. Сазнавши да му се приближава огромна армија, ел Адил се разболео и убрзо умро (август 1218). Његова земља подељена је између тројице синова: Ал-Камил добија Египат, Ал-Муазам Јерусалим и Дамаск а ел Ашраф Муса Џизру. 

## Пети крсташки рат
Искрцавши се код Дамијете, крсташи је брзо заузимају. Потом следи период мировања армије током кога су Пелагије Галвани (папски легат), Жак од Витрија (бискуп Акре) и Фрања Асишки покушавали да мирним путем преобрате муслимане. Фрања Асишки је чак отишао толико далеко да посети ел Камила и изложи му начела хришћанске вере. Намера му, наравно, није успела, али је Камил био одушевљен упорношћу Фрање и вратио га у крсташки логор са мноштвом поклона. Камил током Петог похода развија пријатељски однос са Фридрихом II, светоримским царем.
Бројност крсташке армије и освајање Дамијете заплашила је Камила. Он легату Пелагију шаље понуду за мир. Крсташи би добили Јерусалим, Палестину и Галилеју без борбе под условом да одустану од похода на Египат. Сходно својој теорији о непреговарању са муслиманима, Пелагије одбија понуду. 
Крсташи 12. јула 1220. године крећу у поход на Каиро. Рачуна се да је крсташку војску чинило 5000 витезова и око 40.000 пешадинаца. Муслиманска војска Камила се у паници повлачи.
Тада су крсташи начинили велику грешку. Превидели су пораст водостаја Нила и убрзо се нашли одсечени од свих путева морем блата. Више није било ни речи о наставку похода. Камил више није нудио старе услове. Крсташи су добили једино слободан пролаз до Средоземног мора одакле ће се вратити у Европу. Тиме је завршен Пети крсташки рат. Пелагије са Камилом склапа осмогодишњи мир и предаје му Дамијету.

## Шести крсташки рат
Године између Петог и Шестог похода Камил је провео у сукобу са својим братом ел Муазамом, владарем Дамаска и Јерусалима. За то време, у Европи се врши притисак на немачког цара Фридриха II да покрене нови поход против муслимана. Међутим, нису се сви слагали са његовом толеранцијом према муслиманима. Његове везе са Камилом биле су свима познате. 
Камил реши да искористи ситуацију у своју корист. Фридриху предлаже да покрене крсташки рат против његовог брата Муазама. Освајање Јерусалима знатно би подигло Фридрихов углед у Европи који је опао због сукоба са црквом. Фридрих пристаје и ставља крст на себе. Сазнавши за то, папа Гргур IX му упућује прекоре што од њега није тражио дозволу. Био је то први крсташки рат кога није покренуо папа. Фридрих га једноставно игнорише.
Током припрема за прелазак Средоземног мора, Фридрих изненада оболева у Отранту. Папа Григорије га, слутећи да се ради о превари, екскомуницира. Потом је окренуо читаву Европу против њега. Фридрихови поседи у Немачкој одједном су се нашли у опасности. Јерусалимски краљ Јован Бријен лично предводи папску војску која напада немачке територије у јужној Италији. Сада је једини Фридрихов спас од пропасти био освајање Јерусалима.
Међутим, Муазам умире мало након што се Фридрих искрцао у Палестину. Наследио га је син ел Назир Давуд који је био слаба личност. Камил је лако могао да управља њиме. Сада није било потребе за интервенцијом немачких крсташа. Тада су дошли до изражаја чисти односи између двојице владара. Фридрих јавља Камилу о свом положају и признаје му да нема довољно армије ни за освајање једног утврђења, а камоли Јерусалима. Не желећи да поквари пријатељство са Фридрихом, Камил пристаје да се исфорсира привидан сукоб у коме ће крсташи освојити Јерусалим. Склопљен је десетогодишњи мир у Јафи. Крсташи освајају Јерусалим без борбе, а муслимани задржавају Куполу на Стени и Ел Аксу. Био је то изузетан потез обојице владара. По први пут је Јерусалим подељен између крсташа и муслимана.

## Последње године и смрт
Споразум са Фридрихом ел Камилу није донео среће. На улицама Мосула, Багдада и Алепа називан је издајником ислама. Он сам није желео да прекрши услове мира па је период од 1229. године до Камилове смрти 1238. године период престанка муслиманско-крсташких сукоба. Камила наслеђују двојица синова: Ел Адил II и Ејуб. Након кратке, двогодишње владавине ел Адила II, сукоби су обновљени. У бици код Форбије крсташи су доживели велики пораз. Након тога муслимани без отпора улазе у Јерусалим. Понован пад Јерусалима изазваће Седми крсташки рат кога ће предводити француски краљ Луј IX Свети.